# Episodi di Z Nation (terza stagione)
La terza stagione della serie televisiva Z Nation, composta da 14 episodi, è stata trasmessa in prima visione negli Stati Uniti d'America dall'emittente Syfy dal 16 settembre al 16 dicembre 2016
In Italia è stata trasmessa in prima visione assoluta da AXN Sci-Fi dal 16 novembre 2016 al 25 gennaio 2017, mentre su DMAX la stagione è ancora inedita.
| n° | Titolo originale                | Titolo italiano              | Prima TV USA      | Prima TV Italia  |
| -- | ------------------------------- | ---------------------------- | ----------------- | ---------------- |
| 1  | No Mercy                        | Nessuna pietà                | 16 settembre 2016 | 16 novembre 2016 |
| 2  | A New Mission                   | Gli sterminatori             | 23 settembre 2016 | 23 novembre 2016 |
| 3  | Murphy's Miracle                | Il miracolo di Murphy        | 30 settembre 2016 | 30 novembre 2016 |
| 4  | Escorpion and the Red Hand      | Escorpion e le mani rosse    | 7 ottobre 2016    | 7 dicembre 2016  |
| 5  | Little Red and the Wolfz        | Fuga tra i boschi            | 14 ottobre 2016   | 14 dicembre 2016 |
| 6  | Doc Flew Over the Cuckoo's Nest | Doc volò sul nido del cuculo | 21 ottobre 2016   | 21 dicembre 2016 |
| 7  | Welcome to Murphytown           | Benvenuti a Murphytown       | 28 ottobre 2016   | 28 dicembre 2016 |
| 8  | The Election Day                | Elezioni presidenziali       | 4 novembre 2016   | 4 gennaio 2017   |
| 9  | Heart of Darkness               | Cuore di tenebra             | 11 novembre 2016  | 11 gennaio 2017  |
| 10 | They Grow Up So Quickly         | Crescono così in fretta      | 18 novembre 2016  | 11 gennaio 2017  |
| 11 | Doc's Angels                    | Gli angeli di Doc            | 25 novembre 2016  | 18 gennaio 2017  |
| 12 | The Siege of Murphytown         | L'assedio a Murphytown       | 2 dicembre 2016   | 18 gennaio 2017  |
| 13 | Duel                            | Duello per Lucy              | 9 dicembre 2016   | 25 gennaio 2017  |
| 14 | Everybody Dies in the End       | Alla fine muoiono tutti      | 16 dicembre 2016  | 25 gennaio 2017  |

## Nessuna pietà
- Titolo originale: No Mercy
- Diretto da: Abram Cox
- Scritto da: Karl Schaefer & Daniel Schaefer

### Trama
Doc presenta l'episodio flashback movie. Chalet di montagna con annessa piscina, nell'aria  musica pop italiana stile anni '60, belle ragazze prendono il sole indossando bikini anch'essi riecheggianti gli anni 60, tra di esse un uomo misterioso di cui si intravede il solo braccio con le vene in evidenza prende in mano un telefono. All'altro capo del filo l'Uomo, elegante e dal fisico possente risponde al cellulare assicurando l'interlocutore che al completamento della lista manca un solo nome e che ormai è questione di ore. L'Uomo con un pugno di uomini ben armati si dirige presso lo stabilimento dell'azienda farmaceutica MERCY, cerca Harold Teller (ultimo nome della lista), fondatore e amministratore della MERCY, intima gli ultimi dipendenti rimasti all'interno della recinzione di consegnargli il dottor Teller, questi si rifiutano e concede loro 24 ore di tempo, cattura un ragazzino da scambiare col dottore l'indomani, lo mette nel bagagliaio della sua auto modificata e si allontana. Durante il viaggio il ragazzino, cresciuto dai corvi, riesce a scappare dal bagagliaio ed incontra nel suo cammino Diecimila, questi lo porta a conoscere il suo gruppo formato da Roberta, Murphy con la figlia, Addy, Doc e Cassandra. Il bambino chiede aiuto al gruppo e li conduce allo stabilimento ove conoscono il dottor Teller, che promette al gruppo carburante e mezzi in cambio di aiuto contro l'Uomo che gli dà la caccia. Diecimila fraternizza col bambino corvo e la sorella Red.
L'Uomo accortosi della fuga del ragazzo ritorna allo stabilimento, minaccia di morte tutti coloro si opporranno alla cattura del dottor Teller che dovrà avvenire entro le 24 ore. Il gruppo di Roberta e gli abitanti lo stabilimento si preparano allo scontro. Intanto Murphy sente nella sua mente delle voci che implorano la grazia (in inglese mercy) e scopre degli strani esseri viventi in un laboratorio, tra questi c'è la moglie del dottor Teller che rivela la natura di questi strani esseri contaminati da super funghi anti virus Z dopo un'esplosione in un laboratorio avvenuto a causa di un attacco di un'orda zombie. Roberta si mette alla ricerca della base operativa dell'uomo ma viene catturata e rinchiusa in un container insieme ad altri prigionieri. L'indomani l'uomo insieme al suo gruppo si reca allo stabilimento ed utilizzando un gruppo di zombie catturati per l'occasione attacca le barriere erette per difendere lo stabilimento.
Il bambino riesce a far scappare Roberta, ed insieme tornano allo stabilimento, Diecimila ed il bambino si separano da Roberta e Red, queste raggiungono i barricato che lottano contro la piccola orda zombie, l'Uomo riuscirà ad avere la meglio utilizzando con astuzia gli zombie e riuscirà a catturare il dottor Teller che si era rifugiato all'interno dei laboratori. Alla fine dello scontro il gruppo dei barricati che è riuscito a salvarsi la pelle è costituito dal gruppo di Roberta con in più la sola Red, la quale dopo aver sentito da Diecimila che il fratellino non ce l'ha fatta si scaglia da sola contro gli zombie rimasti provenienti dall'altra parte della recinzione. Il gruppo vede sfrecciare nel cielo un elicottero che trasporta un container. L'Uomo ha terminato la sua lista e può sparire così come era arrivato. Il gruppo di Roberta è nuovamente solo e può proseguire la sua missione. Nello chalet arrivano i detenuti nel container e stanno al cospetto dell'uomo misterioso che li ha fatti rapire.
- Guest star: Joseph Gatt (L'Uomo), Natalie Jongjaroenlarp (Red), Holden Goyette (Cinquemila).
- Altri interpreti: Frank Boyd (Dr. Harold Teller), Rick Walters (Uomo del posto).

## Gli sterminatori
- Titolo originale: A New Mission
- Diretto da: Dan Merchant
- Scritto da: Dan Merchant
- Prodotto da: Jennifer Derwingson & Marc Dahlstrom

### Trama
Mentre osserva il sommergibile in avaria, il gruppo formato da Roberta, Addy, Doc e Hector viene colto di sorpreso da una pattuglia militare cinese comandato da una donna, Sun Mei. Murphy riesce a scappare dal sommergibile e sbarcare sulla terraferma in compagnia di una scienziata pagata da Zona (la dottoressa Merch) e da dei militari, questi mostrano il segno del morso di Murphy, pure Diecimila sebbene ferito riesce a scappare con Murphy. Entrambi i gruppi di persone entrano in contatto con dei selvaggi sanguinari che vengono chiamati "STERMINATORI". Roberta e Sun Mei capiscono di avere la stessa missione infatti Sun Mei è una biologia mandata da Pechino per studiare un antivirus Z e decidono di cooperare. Un aereo dei cinesi sgancia nel cielo delle provviste e delle attrezzature per la Sun Mei, questi cadono vicino ad un capannone, parte quindi la caccia a raggiungere i viveri. Al polo il cittadino Z si risveglia in una capanna abitata da una piccola famiglia inuit. Durante la caccia ai viveri il gruppo di Roberta e Sun Mei deve affrontare un duro scontro con gli zombie e con gli sterminatori, arrivati al capannone non trovano nulla, è stato il gruppo di Murphy ad impossessarsene, questi carico di provviste e materiali invita Roberta ed il suo gruppo ad unirsi a lui per perseguire un nuovo obiettivo. Roberta non si piega, inizierà d'ora in avanti la caccia a Murphy ed al suo sangue. Dopo qualche tempo arriva al capannone ormai deserto l'Uomo, egli porta in mano un foglio ma niente lista, solo un nome, quello di Murphy.
- Guest star: Sydney Viengluang (Dott.ssa Sun Mei), Joseph Gatt (L'Uomo), Ramona Young (Kaya).
- Altri interpreti: Robert Shampain (Capitano Matheson), Lisa Coronado (Dott.ssa Marilyn Merch), John Wu (Tenente Wong), Cecil Cheeka (Zio Kaskae).

## Il miracolo di Murphy
- Titolo originale: Murphy's Miracle
- Diretto da: Alexander Yellen
- Scritto da: Michael Cassutt

### Trama
Murphy insieme a Diecimila ed al gruppo di ibridi seguaci s'imbatte in una coppia di coniugi la cui figlia è in fin di vita, Murphy offre loro aiuto. Il gruppo di Roberta rimasto appiedato e con pochi mezzi a disposizione incontra durante il cammino un postino, Wally Becker, rinchiuso nel camion della posta attorniato di zombie; il gruppo decide di intervenire mettendo mani alle armi ma Becker gli scongiura di non dare la grazia a nessuno, in cambio fornirà viveri e benzina al gruppo. Al polo Kaya sprona Simon a rimettersi in sesto fisicamente e moralmente in modo da poter riprendere le comunicazioni radio. Il gruppo di Murphy giunge presso la città di Spokane, sede di EXPO 1974, in essa Murphy vede la base del suo futuro regno. Addy, Mei e Doc trovano un trasmettitore col quale cercano di mettersi in contatto con la nave senza successo, ma captano un segnale in codice. Addy cerca quindi di comunicare con cittadino Z, in quel momento è insieme a Kaya, riesce a ricevere il segnale però non riesce a trasmettere. Murphy e soci si insediano in un palazzo vicino al fiume, in esso è presente uno sterminatore, l'incontro con quest'ultimo chiarisce a Diecimila di essere sotto controllo di Murphy. Il gruppo di Roberta si rintana in una palazzina sotto assedio dei zombie del paese, Mei scopre il segreto di Becker dopo che questi ha fatto cadere in un tranello il resto del gruppo. Con la consueta abilità il gruppo riuscirà a scappare mentre Mei riuscirà a far assalire Becker dagli zombie. Alla palazzina di Murphy si presenta la famigliola che avevano incontrato in mattinata, e Murphy riceve una richiesta inaspettata.
- Guest star: Carl Johnson (Wally Becker), Sydney Viengluang (Dott.ssa Sun Mei), Ramona Young (Kaya).
- Altri interpreti: Lisa Coronado (Dott.ssa Marilyn Merch), Cecil Cheeka (Zio Kaskae), Aaron Trainor (Will Chaffin), Kathryn Brown (Hope Chaffin).
- Non accreditati: Lexie Lovering (Cassidy Chaffin).

## Escorpion e le mani rosse
- Titolo originale: Escorpion and the Red Hand
- Diretto da: Jason McKee
- Scritto da: Steven Graham

### Trama
Durante il cammino alla ricerca di Murphy, il gruppo di Roberta s'imbatte in un gruppo di persone che dichiarano di essere stati attaccati duramente dalla banda delle "Mani rosse" capitanate a loro dire da Escorpion, chiamati cosi per l'abitudine di dipingere le mani loro e quelle delle loro vittime con della vernice rossa, ma durante le dovute presentazioni vengono attaccati con una pioggia di molotov, dalla stessa banda delle Mani rosse. Il gruppo si divide in due alla ricerca di un rifugio. Murphy procede con la fortificazione del suo palazzo, attorno al quale, oltre agli zombie rinchiusi in un recinto, si è adunata una piccola folla speranzosa di essere morsa da Murphy, il quale si sente piuttosto debole per i ripetuti prelievi di sangue effettuati dalla dottoressa Merch con lo scopo di creare un vaccino per ibridizzare gli uomini da realizzare su vasta scala. In realtà la dottoressa si è iniettata l'antivirus originale in modo da non essere più sotto il controllo mentale di Murphy e per scappare fa lo stesso con Diecimila. Roberta ed Hector si ritrovano all'interno di un capannone dove si producevano giocattoli con le persone appena incontrate; trovano una donna seduta per terra, ferita e sanguinante, è del gruppo delle Mani rosse, Roberta impone a tutti di non ucciderla perché vuol sapere da lei cosa è effettivamente successo fra la sua banda ed il gruppo appena conosciuto e per saperne di più sulle Mani rosse. In un capannone vicino, Addy comincia a sentirsi molto male, a causa di un'infezione ad un dente, tale infezione si sta espandendo compromettendo la vita stessa di Addy, perciò la dottoressa Mei con l'aiuto di Doc provvede ad estrarre il dente. All'esterno dei capannoni la banda dei "Mani rosse" cerca di stanare gli assediati, l'utilizzo di zombie kamikaze sarà determinante per sfondare l'ingresso del capannone ove sono nascosti Roberta e gli altri, stranamente all'interno del capannone penetreranno i soli zombie, nella lotta si scopre che Hector è Escorpion. Ne consegue un inevitabile scontro. Murphy scopre le intenzioni della dottoressa Merch e la morde nell'altra guancia, Diecimila riesce a scappare portando con sé uno zaino contenente il vaccino per ibridizzare le persone, nella fuga è costretto a gettarsi da un ponte molto alto, finendo nell'acqua del fiume increspato dalla forte corrente. Roberta ed Hector si ricongiungono a Doc, Mei e Addy. La dottoressa Merch pur di non sottostare al volere di Murphy entra nella gabbia ove sono racchiusi tutti gli zombie.
- Guest star: Sydney Viengluang (Dott.ssa Sun Mei).
- Altri interpreti: Wesley Walker (Clive), Lisa Coronado (Dott.ssa Marilyn Merch), D'Angelo Midili (Ryan), Aaron Trainor (Will Chaffin), Nira Parker (Donna del gruppo delle mani rosse), DeRon Brigdon (Wesson).

## Fuga tra i boschi
- Titolo originale: Little Red and the Wolfz
- Diretto da: Juan A. Mas
- Scritto da: Jennifer Derwingson

### Trama
Diecimila, pur sofferente per la ferita all'addome, riesce ad uscire incolume dal fiume ma comincia a fare strani sogni ad occhi aperti. Al sicuro all'interno del palazzo scelto come base operativa e protetto dai suoi seguaci, Murphy prova a capire ciò che è successo alla dottoressa Merch, il cui corpo è stato sottratto agli zombie e portato in laboratorio al cospetto di Murphy. Alla ricerca delle fiale del virus rubato da Diecimila è rimasto il solo Will, fedele a Murphy per aver salvato la figlia e la moglie. Durante la fuga da Murphy, Diecimila è guidato da allucinazioni e viene derubato di tutto, comprese le fiale e lasciato in balia di un gruppo di zombie, per sua fortuna viene raggiunto e salvato da Will. Murphy scopre che la dottoressa Merch si era iniettata dosi di vaccino originale, quello che era stato somministrato a Murphy stesso, questo pone degli interrogativi angoscianti per Murphy. Diecimila riesce nuovamente a fuggire da Will con l'astuzia. Murphy sempre più in crisi per la decisione della Merch, non sapendo come fare a proseguirne il lavoro, cede al suo lato oscuro e riesce a decifrare i manoscritti della dottoressa grazie ad uno strano pasto.
- Guest star: Natalie Jongjaroenlarp (Red), Holden Goyette (Cinquemila).
- Altri interpreti: Lisa Coronado (Dott.ssa Marilyn Merch), Aaron Trainor (Will Chaffin), Kathryn Brown (Hope Chaffin), DeRon Brigdon (Wesson).

## Doc volò sul nido del cuculo
- Titolo originale: Doc Flew Over the Cuckoo's Nest
- Diretto da: Dan Merchant
- Scritto da: Tye Lombardi

### Trama
Durante la ricerca del resto del gruppo Doc si ritrova a vagare in aperta campagna fino a che non intravede uno strano personaggio, un Elvis un po' particolare che lo stordisce a colpi di chitarra. Doc si risveglia in camicia di forza in una struttura ospedaliera per malati di mente gestita dall'infermiera Ratched, grazie al suo passato riesce a guadagnare la fiducia della Ratched e a diventare il medico della struttura. La prima persona da curare sarà, con gran sorpresa, Diecimila, in grave stato confusionale. L'infermiera Ratched pensa di poterlo curare con la lobotomia, per evitarlo Doc dovrà recuperare i farmaci tenuti in un reparto dell'ospedale infestato dagli zombie. L'irruzione degli zombie dall'esterno dell'edificio imporrà la fuga e l'abbandono della struttura.
- Guest star: Kate Witt (Infermiera Ratched).
- Altri interpreti: Brandon Marino (Elvis), Austin Hillebrecht (Liddy), Hannah Horton (Winona), Ron Ford (Re-Pete), Bruce Lawson (Bob).

## Benvenuti a Murphytown
- Titolo originale: Welcome to Murphytown
- Diretto da: Jodi Binstock
- Scritto da: Jodi Binstock

### Trama
Nella città di Spokane prosegue l'opera di reclutamento di persone disposte a ricevere il vaccino e di fortificazione del  palazzo di Murphy. Tra le persone desiderose di ricevere il vaccino c'è pure l'Uomo, il quale riesce con uno stratagemma ad evitare l'iniezione del virus. Doc e Diecimila in cammino lungo una strada incontrano Roberta ed il gruppo, Diecimila racconta a tutti i piani di Murphy. Al polo Simon, cittadino Z, insieme a Kaya ed allo zio Kaskae, ritorna alla base militare alla ricerca di cibo e con l'intento di riattivare la corrente e riprendere le trasmissioni. L'Uomo si presenta al cospetto di Murphy e per guadagnare la sua fiducia dovrà cibarsi di un cervello fresco. Il gruppo di Roberta decide di andare a Springfield (Illinois) a prendere Lucy, la figlia di Murphy per sfruttarne il sangue, per farlo Roberta crea due gruppi. Doc invita Diecimila a rivelare a Roberta del morso ricevuto. Il gruppo composto da Roberta, Diecimila, Hector e Sun Mei si reca a Spoken, mentre Doc e Addy si dirige alla ricerca di Lucy dopo aver ricevuto istruzioni da Diecimila sulla sua posizione. Il segreto di Diecimila viene ben presto svelato, così come le intenzioni dell'Uomo. La gente reclutata da Murphy si rivela molto abile e riesce a riattivare la centrale elettrica. Spokane ha di nuovo la corrente elettrica, il regno di Murphy si rafforza sempre più. Kaya e Simon riprendono le trasmissioni.
- Altri interpreti: Aaron Trainor (Will Chaffin), Kathryn Brown (Hope Chaffin), Cecil Cheeka (Zio Kaskae), DeRon Brigdon (Wesson), Steve Graham (Graham), Bill Johns (Auberbach), Carollani Sandberg (Charlotte Anderson).
- Non accreditati: Lexie Lovering (Cassidy Chaffin).
- Curiosità: Joseph Gatt, Sydney Viengluang e Ramona Young nei rispettivi ruoli dell'Uomo, Sun Mei e Kaya a partire da questo episodio entrano a far parte del cast principale.

## Elezioni presidenziali
- Titolo originale: The Election Day
- Diretto da: Andrew Drazek
- Scritto da: Delondra Williams

### Trama
Addy e Doc mentre sono alla ricerca di Lucy Murphy, incrociano la strada dei truffatori Sketchy e Skeezy, che viaggiano sulla limousine presidenziale di Bill Clinton con tanto di scorta. Addy e Doc accettano l'invito di un passaggio e si ritrovano immischiati nella finta campagna elettorale. Giunti in un piccolo paesino devastato da un misterioso virus, Sketchy e Skeezy si ritroveranno a sfidare John Lannister per le elezioni mentre Doc proverà a capire l'origine della malattia che affligge gli abitanti.
- Guest star: Mark Carr (Sketchy McClain), Doug Dawson (Skeezy), Robert Blanche (John J. Lannister).
- Altri interpreti: Brian Gunter (Slim Jim), Lisa Carswell (Sindaco), Jesse LaTourette (Erin), Richard P. Turner Jr. (Abitante di Rosebud).

## Cuore di tenebra
- Titolo originale: Heart of Darkness
- Diretto da: Abram Cox
- Scritto da: Michael Cassutt

### Trama
Cittadino Z (Simon) riprende le trasmissioni radiofoniche insieme a Kaya ma con grande sorpresa le frequenze di trasmissione sono utilizzate da un segnale più forte, è Murphy che trasmette dal suo centro con l'intenzione di attirare sempre più persone. Roberta decide di rapire Murphy perché capisce di non poter reggere uno scontro con il gruppo che lo sostiene. Il tentativo fallisce, è necessario avere un gruppo armato più forte perciò Roberta decide di chiedere aiuto al gruppo delle "Mani Rosse" comandati da colui che si spaccia per Escorpion, si mette alla loro ricerca in compagnia di Hector e Sun Mei. Incontrano sulla loro strada un trafficante di nome Hopper che promette loro di fargli incontrare Escorpion. Intanto Simon e Kaya riescono a captare il segnale di Murphy, Simon telefona nel palazzo di Murphy e da questi apprende la fine "dell'operazione morso". Roberta e soci incontrano colui che si fa chiamare Escorpion, che si copre essere una sua vecchia conoscenza; Javier Vasquez, il quale, ancora in stato di shock non ricorda nulla dell'accaduto e si è immedesimato in Escorpion. I tentativi di fargli ricordare l'accaduto riportano a galla i vecchi rancori e l'odio verso Hector; il vero Escorpion, il quale viene sfidato a duello da Vasquez. Nel duello Vasquez, senza difficoltà accoltella a ripetizione Hector e approfittando del momento opportuno Roberta ferisce mortalmente Javier e a malincuore con il permesso dell'ex agente della DEA gli dà la grazia, diventando la leader delle mani rosse. La dottoressa Sun Mei inietta il suo vaccino ad Hector, ormai in fin di vita, ma questi non reagisce e muore ma non si trasforma, Sun Mei pensa che il suo vaccino sia inutile. Doc e Addy giungono alla fattoria indicatagli da Diecimila, e li vedono in mezzo a zombie giocosi una bambina dalla pelle blu ma che sembra avere 5 o 6 anni, che a quanto pare sembra si tratti di Lucy. A fine episodio gli occhi di Hector si aprono, il quale ora è un non-morto.
- Special guest star: Matt Cedeño (Javier Vasquez/Escorpion).
- Guest star: Dylan Vox (Hopper).
- Altri interpreti: Aaron Trainor (Will Chaffin), Cecil Cheeka (Zio Kaskae), DeRon Brigdon (Wesson), D.C. Douglas (Pa Kettle), Madelyn Grace (Lucy Murphy).

## Crescono così in fretta
- Titolo originale: They Grow Up So Quickly
- Diretto da: Abram Cox
- Scritto da: Craig Engler

### Trama
Doc e Addy vengono catturati dai coniugi Kettle a cui Murphy aveva affidato Lucy, cercano pertanto di guadagnare la loro fiducia affermando di essere stati mandati da Murphy. Intanto a Spokane, Murphy cerca di capire se si può fidare di Diecimila. Lucy interessata dalle cose che possono raccontare dei suoi genitori, prende in simpatia Doc e Addy, i quali dimostrano ai coniugi di tenere alla sicurezza della bambina, cresciuta in modo inspiegabile. I coniugi decidono di affidare loro Lucy nella convinzione che la porteranno dal padre. Murphy affida una missione a Diecimila. L'Uomo riesce a rapire Lucy prima della partenza, Addy si metterà sulle loro tracce.
- Guest star: D.C. Douglas (Pa Kettle), Kim Little (Ma Kettle).
- Altri interpreti: Sara Coates (Serena), DeRon Brigdon (Wesson), Bea Corley (Lucy Murphy a 10 anni), Madelyn Grace (Lucy Murphy a 5 anni).

## Gli angeli di Doc
- Titolo originale: Doc' Angels
- Diretto da: Youssef Delara
- Scritto da: Natalia Fernandez

### Trama
Doc si mette alla ricerca di un'antenna per comunicare al Cittadino Z che "l'operazione morso" è ancora attiva e nella speranza che costui possa avvertire Roberta del rapimento di Lucy. Doc trova l'antenna all'interno di una struttura ben curata, tenuta in ordine da tre donne che lo accolgono in modo ospitale. Le tre donne, diversissime l'una dall'altra, dopo una nottata bollente, rivelano ben presto i loro reali progetti su Doc. Questi riesce a comunicare con Cittadino Z e a mettersi in fuga dalle donne con un'azione spericolata.
- Guest star: Debra Wilson (Linda), Annette Toutonghi (Sarah), Nadine Velazquez (Camilla).
- Altri interpreti: Cecil Cheeka (Zio Kaskae), Erwin Galan (Uomo scuoiato).

## L'assedio a Murphytown
- Titolo originale: The Siege of Murphytown
- Diretto da: Dan Merchant
- Scritto da: Dan Merchant

### Trama
Prosegue la ricerca di Lucy da parte di Addy. Il Cittadino Z parte alla volta di Spokane grazie ad un piccolo aereo pilotato da zio Kaskae. Mentre Roberta ed il suo gruppo pianificano l'attacco a Murphy, questi riesce ad accerchiarli. Murphy offre a Roberta di unirsi a lui nel nuovo ordine mondiale, lei per risposta gli chiede di abbandonare i suoi progetti, e di donare il suo sangue alla dottoressa Mei. Murphy lascia liberi Roberta ed il suo gruppo e rientra nel suo centro per prepararsi all'inevitabile scontro. Diecimila viene attaccato duramente dal gruppo delle "mani rosse" ma l'intervento di Red e Cinquemila si rivela decisivo. Inizia lo scontro nella fortificazione di Murphy, Roberta e Sun Mei riescono ad entrare nel palazzo. Lo scontro cessa solo con l'arrivo del Cittadino Z che riferisce di aver appreso da Doc del rapimento di Lucy da parte dell'Uomo. Afferma pure di conoscere le coordinate del luogo dove l'Uomo intende portare Lucy. Murphy chiede aiuto a Roberta. Kaya informa Simon di essere incinta. Addy prosegue la ricerca di Lucy grazie ai segnali che ella ha lasciato lungo la strada.
- Guest star: Dilan Vox (Hopper), Natalie Jongjaroenlarp (Red), Holden Goyette (Cinquemila).
- Altri interpreti: Cecil Cheeka (Zio Kaskae), Aaron Trainor (Will Chaffin), Kathryn Brown (Hope Chaffin), Lexie Lovering (Cassidy Chaffin), DeRon Brigdon (Wesson), Bill Johns (Auberbach), Rosslyn Luke (Bowden).

## Duello per Lucy
- Titolo originale: Duel
- Diretto da: Jennifer Derwingson
- Scritto da: Jennifer Derwingson

### Trama
L'Uomo è in viaggio con Lucy, per non essere disturbato dalle lamentele della giovane, le ha messo un sacco in testa. Quando, dopo averla vista sofferente ma tranquilla, la libera dal sacco con sua grande sorpresa nota che Lucy è cresciuta, sembra una ragazzina di 10 anni non la bambina che ricordava. Sfruttando le indicazioni che Lucy lascia lungo la strada Addy riesce a raggiungerla, ne consegue un lungo duello con l'Uomo in cui prevalgono a volte uno, a volte l'altro, nel mentre Lucy continua a crescere ed è ormai un'adolescente. Alla fine Addy ha la peggio nello scontro ma riesce comunque a rubare un pick-up ad una donna lungo il cammino alla fine del quale ritroverà Doc.
- Altri interpreti: Michelle Damis (Donna alla guida), Bea Corley (Lucy Murphy a 10 anni), Caitlin Carmichael (Lucy Murphy a 14 anni).

## Alla fine muoiono tutti
- Titolo originale: Everybody Dies in the End
- Diretto da: Abram Cox
- Scritto da: Abram Cox

### Trama
Il gruppo composto da Roberta, Murphy, Diecimila, Red, Cinquemila e Sun Mei si sta dirigendo verso il Monte Casey grazie al lavoro di sorveglianza di Kaya dove ci sarà l'incontro e la consegna di Lucy tra l'Uomo e le persone di Zona. Doc e Addy arrivano ai piedi della montagna con l'aiuto di uno zombie "amichevole" morso da Lucy in precedenza mentre quest'ultima stringe un forte e strano legame con l'Uomo.
- Altri interpreti: Kelly Washington (Lucy Murphy), Matt Davidson (Smiles), Kenny Parks Jr. (Soldato).
- Curiosità: Natalie Jongjaroenlarp e Holden Goyette nei rispettivi ruoli di Red e Cinquemila a partire da questo episodio entrano a far parte del cast principale.